# Anteo (A5309)
Anteo (A 5309) je záchranná loď ponorek Italského námořnictva. Ve službě je od roku 1980. Je třetí italskou podpůrnou lodí tohoto jména.

## Stavba

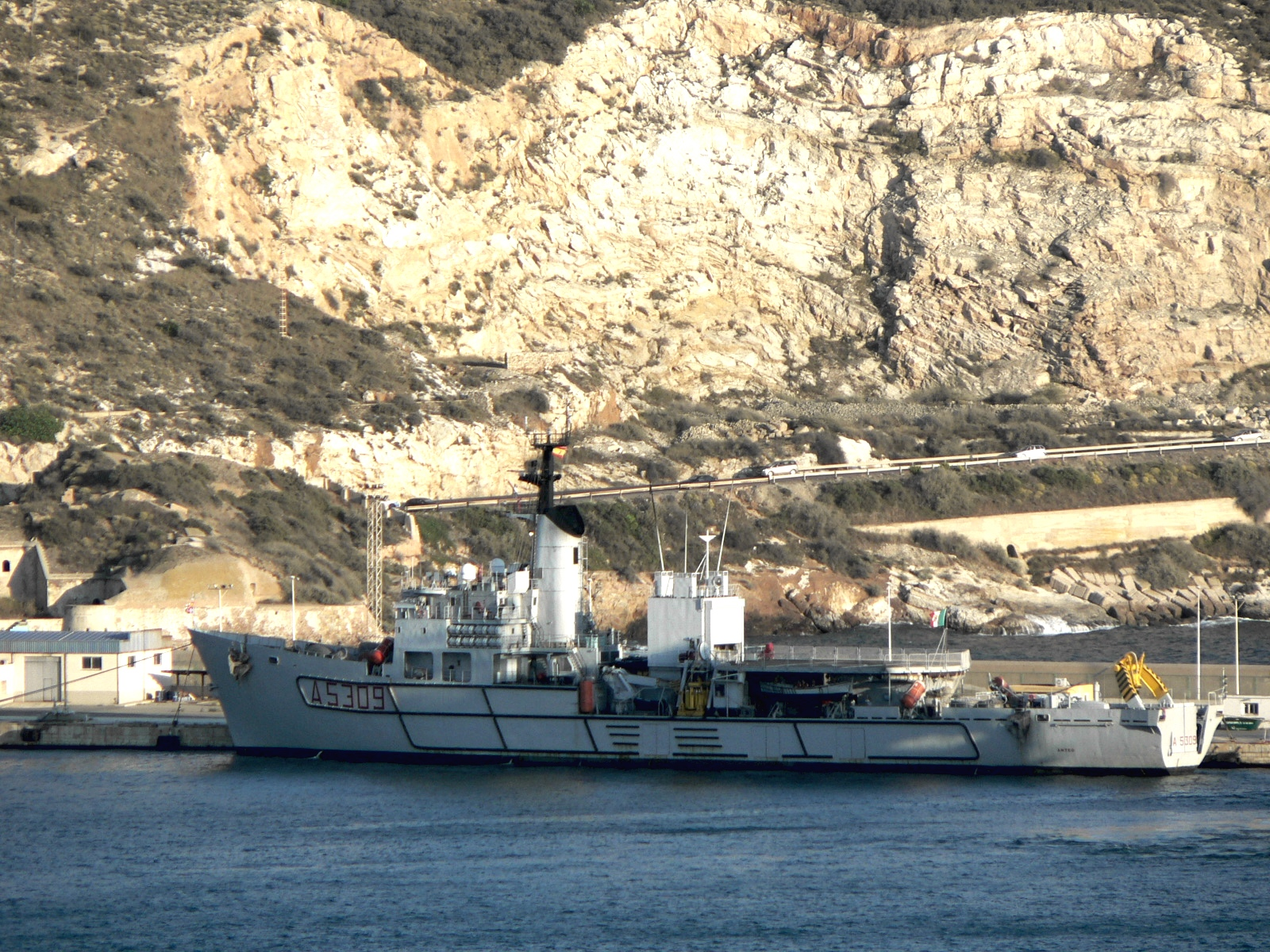
Anteo (A 5309)

Plavidlo postavila italská loděnice Cantiere Navale Ernesto Breda v přístavu Marghera. Na vodu bylo spuštěno 11. listopadu 1978 a do služby přijato 31. července 1980.

## Konstrukce

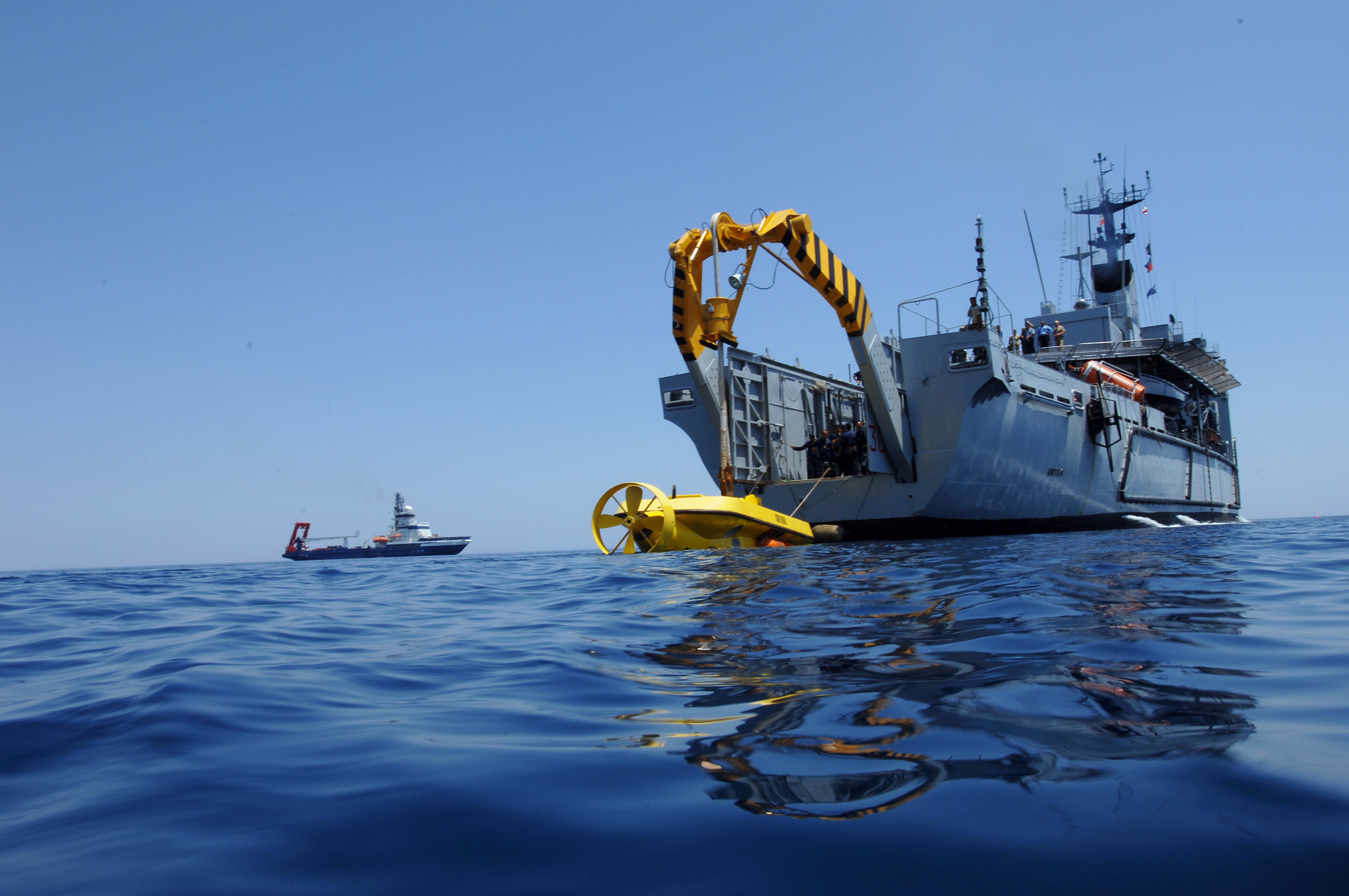
Anteo (A 5309) vypouští záchrannou miniponorku SRV-300. V pozadí finský víceúčelový ledoborec MSV Fennica s britským záchranným plavidlem LR-5.

Mezi vybavení plavidla patřila záchranná miniponorka MSM-1 USEL s hloubkovým dostupem 600 metrů. Ve službě ji nahradila záchranná miniponorka SRV-300 s hloubkovým dostupem 300 metrů. Výzbroj tvoří dva 20mm/70 kanóny Oerlikon. Na palubě je přistávací plocha pro vrtulník a malý skládací hangár. Pohonný systém pohání lodní šroub a dvě dokormidlovací zařízení. Nejvyšší rychlost dosahuje dvacet uzlů. Dosah je 4000 námořních mil při rychlosti čtrnáct uzlů.